# Тюрин, Дмитрий Юрьевич
Дмитрий Юрьевич Тюрин (род. 25 августа 1976, Аша, Челябинская область) — российский режиссёр кино и дубляжа.

## Биография
Дмитрий Тюрин родился в небольшом уральском городке Аша в семье металлургов. С детства писал рассказы, стихи, играл в любительских группах, мечтал поступить в Уфимское музыкальное училище и стать профессиональным барабанщиком. В 1993 году поступил в Уфимский государственный нефтяной технический университет на факультет бурения газовых и нефтяных скважин. Во время учёбы начал снимать первые короткометражные фильмы на кинокамеру «Кварц», доставшуюся от друга-музыканта.
После окончания нефтяного университета отработал год мастером капитального ремонта скважин в пос. Нижнесортымский (Сургутский р-н), а в свободное время продолжал снимать.
Военную службу проходил на Дальнем Востоке в танковой части, которая формировалась для отправки в Чечню.
"Служили мы под Благовещенском, как раз начиналась Вторая чеченская кампания, и из учебки меня перевели в действующий полк, который формировали для отправки в Чечню. Я пришел в армию уже после института, был постарше своих сослуживцев, поэтому идти и легкомысленно умирать не хотел. А ребята скучали и страшно рвались воевать, явно ожидая найти там романтику и экшн. Полгода мы провели в состоянии боевой готовности. Слава Богу, нас так никуда и не отправили. Когда в 2000¬м я приехал поступать в Университет кино и телевидения, то на конкурсе написал историю про войну. На собеседовании меня спросили: «А вы были на войне?» — и я ответил: «Нет. Но практически был».
В 2000 году после демобилизации поступил в Санкт-Петербургский Университет Кино и Телевидения в мастерскую В. В. Бортко и И. А. Хамраева. Дипломная работа «Оставленные без присмотра» по пьесе братьев Пресняковых «Терроризм» была отмечена призами и дипломами на нескольких фестивалях.
Самостоятельную работу режиссёром-постановщиком начал в 2007 году с телесериала «Соло для пистолета с оркестром» в Санкт-Петербурге на киностудии «Панорама».
В 2011 году переехал в Москву. Поставил сериал «Ласточкино гнездо» с Ю. Стояновым, Т. Арнтгольц и К. Крюковым в главных ролях, который сразу же завоевал зрительскую любовь.
Мелодрама «У Бога свои планы» про суррогатную мать, разыскивающую своих детей, был отмечен гран-при на фестивале «Киношок» в Анапе.
Дебютировал в кино в 2013 году полнометражной картиной «Жажда». Экранизация одноимённой повести Андрея Геласимова (он же автор сценария) о ветеранах чеченской войны впервые была показана на кинофестивале «Кинотавр», где была отмечена специальным призом жюри. Для съёмки глазами главного героя был разработан специальный шлем, на который крепилась камера. Оператор Марк Зисельсон надевал шлем на себя и повторял все движения актёров. Таким образом зритель получал возможность побывать в шкуре главного героя. Также был создан специальный грим обожжённого лица и актёр Михаил Грубов в этом гриме ходил по городу, чтобы привыкнуть к реакции окружающих и лучше прочувствовать своего персонажа.
В 2013—2014 годах драма «Жажда» стала призёром многих фестивалей.
Кинокомедия «Любовь с ограничениями» с Павлом Прилучным в роли прохиндея, притворившимся инвалидом, чтобы получить работу, вошла в десятку лучших кинокомедий за 2017 год по мнению портала filmpro.ru. Это одна из немногих картин, затрагивающих тему людей с ограниченными возможностями и единственная, которую рискнули сделать в жанре комедии.
В 2016—2017 годах Дмитрий Тюрин снял военно-фантастическую драму «Рубеж» (рабочее название «Невский пятачок») о событиях на трагически известном плацдарме около Ленинграда, на котором погибло по разным оценкам около 200 тысяч бойцов РККА. Для того, чтобы уйти от избитой эстетики псевдодокументальности и усиления эмоционального воздействия на зрителя, было принято решение изобразить военные действия в стилистике Ван Гога. Для этого были покрашены не только шинели, оружие, брёвна, танки — даже земля! Чтобы повторить знаменитый мазок Ван Гога, больше десяти тонн мраморной крошки было покрашено в разные цвета и разбросано по земле.
Премьерный показ фильма состоялся 18 января 2018 года, в день 75-летия прорыва блокады, в здании музея-панорамы «Прорыв», посвящённой операции «Искра», на встрече президента России Владимира Путина с ветеранами и поисковиками.
В том же 2018 году фильм «Рубеж» стал лидером зрительского голосования и был показан в рамках «Ночи кино — 2018» по всей стране.
В 2018 году вышел сериал «Триггер» (рабочее название «Провокатор») с Максимом Матвеевым, Светланой Ивановой, Игорем Костолевским, который рассказывает о психологе, использующем в своей практике провокативные методы, доводящими одного из его пациентов до самоубийства. «Триггер» победил в конкурсе MIPDrama в Каннах и стал единственным финалистом из России. Мировая премьера сериала состоялась 14 октября 2018 в Каннах, на открытии крупнейшего рынка аудиовизуальной продукции MIPCOM.

## Фильмография

### Кинорежиссёр
- 2005 — Оставленные без присмотра (короткометражный)
- 2008 — Катерина 2: Возвращение любви (сериал)
- 2008 — Соло для пистолета с оркестром (сериал)
- 2010 — Прятки
- 2012 — У Бога свои планы (ТВ)
- 2012 — Ласточкино гнездо
- 2013 — Жажда
- 2013 — Обмани, если любишь (сериал)
- 2016 — Любовь с ограничениями
- 2017 — Рубеж
- 2020 — Триггер (1 сезон) (сериал)
- 2020 — Магомаев (сериал, совместно с Р. Л. Прыгуновым)
- 2020—2021 — Неопалимая купина (Неоконченный бой)
- 2022 — Эпидемия (2 сезон) (сериал)
- 2023 — Горящий тур (не был завершен)
- 2025 — Охотники за призраком (сериал)
- 2025 — Спойлер (сериал) (в производстве)

### Режиссёр дубляжа
- 2007 — Первобытное зло / Primeval
- 2007 — Поворот не туда 2: Тупик / Wrong Turn 2: Dead End

## Награды и номинации

### За сериал «Триггер»
В 2021 году сериал получил 2 премии «Золотой орёл» в номинациях «Лучший телевизионный сериал (более 10 серий)» и «Лучшая мужская роль на телевидении» (Максим Матвеев)

### За фильм «У Бога свои планы»
- XXI Открытый фестиваль кино стран СНГ, Латвии, Литвы и Эстонии «Киношок-2012»
  - Гран-при кинофестиваля по результатам зрительского голосования[14]

### За фильм «Жажда»[15]
- XXIV Открытый Российский кинофестиваль «Кинотавр» в Сочи
  - Специальный диплом жюри «За энергию и обаяние»
- XIX международный фестиваль фильмов о правах человека «Сталкер»[16]
  - Лучший игровой фильм
- 21-й Фестиваль российского кино в Онфлере (Франция)[17]
  - лучший дебют, лучший сценарий и лучшие мужские роли
- 11-й Московский фестиваль отечественного кино «Московская премьера»[18]
  - гран-при
- Х Международный благотворительный кинофестиваль «Лучезарный ангел»[19]
  - лучший дебют в игровом полнометражном кино
- 11-й фестиваль кино и театра «Амурская осень»[20]
  - гран-при
- VI международный фестиваль «Восток-Запад. Классика и авангард»
  - приз за лучшую режиссуру
- XII Международный фестиваль кинематографических дебютов «Дух огня»[21]
  - золотой приз «Цветы таёжной надежды» за лучший дебют.